# 颗粒二叉韧革菌
颗粒二叉韧革菌（学名：Dichostereum granulosum）也作颗粒双叉韧革菌、粒状二叉韧革菌、颗粒丝齿菌（Hyphodontia granulosa），一种红菇目隔孢伏革菌科（有的资料也作茸瑚菌科）二叉韧革菌属真菌。